# Apel·les
|  | Per a altres significats, vegeu «Apel·les (desambiguació)». |

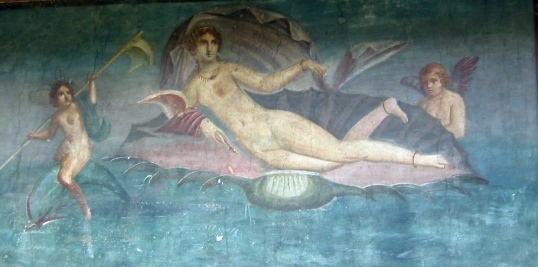
Pintura mural de Pompeia, en què es creu que es representa la Venus Anadiòmena d'Apel·les

Apel·les (en grec antic: Ἀπελλῆς, Apelles; 356-308 aC) fou el més important dels pintors de l'antiga Grècia. Era originari de la Jònia, però es desconeix a quina ciutat: Plini i Ovidi el consideren de Cos, la Suda el fa de Colofó i Estrabó i Llucià el fan efesi.
Va estudiar amb Pàmfil d'Amfípolis i altres mestres, i més endavant va passar a la cort de Filip II de Macedònia i Alexandre el Gran, on va fer gran nombre de retrats. Després de la mort d'Alexandre, va treballar a l'Àsia occidental, i va ser a Rodes i a Alexandria. Va morir a Egipte al servei de Ptolemeu I Sòter.
Plini el Vell dona una llista d'obres d'Apel·les, en general figures soles o grups de poques figures; el seu retrat més famós és el d'Alexandre i el llamp (Κεραυνοφόρος), del qual el mateix Apel·les va dir: «Alexandre és invencible, però Apel·les inimitable». Va pintar també Antígon, i es va fer un autoretrat; va fer representacions de Càstor i Pòl·lux, i de la Victòria i Alexandre. La figura més admirada en fou la Venus Anadiòmena ('Venus sortint de la mar'), que va fer per al temple d'Asclepi a Cos. August va col·locar-la en un temple dedicat a Juli Cèsar, i fou malmesa l'any 110. Una altra al·legoria de Venus restava inacabada a la seva mort.

### Primària
- Llucià. Œuvres complètes.  París: Les Belles Lettres.
- Plini el Vell. Histoires naturelles.  París: Les Belles Lettres. Llibre XXXV, 81-83.

### Secundària
- Commelin, Pierre. Mythologie grecque et romaine.  Belin, 1960.
- Navarro, Mariano. La luz y las sombras en la pintura española.  Madrid: Espasa Calpe, 1999. ISBN 84-239-8599-7.